# Kaiser-Brauerei C. Thomas

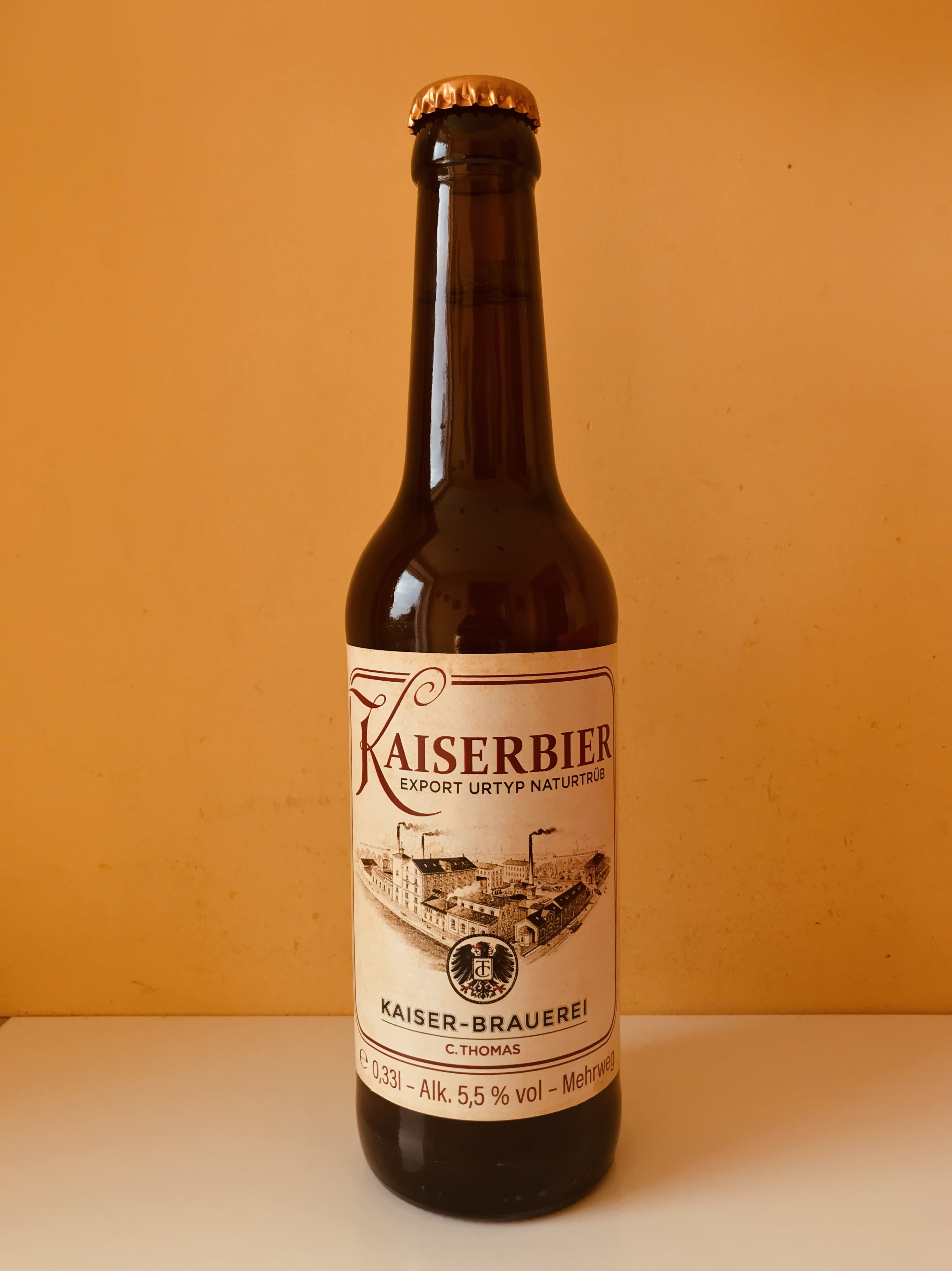
Kaiserbier Export Urtyp

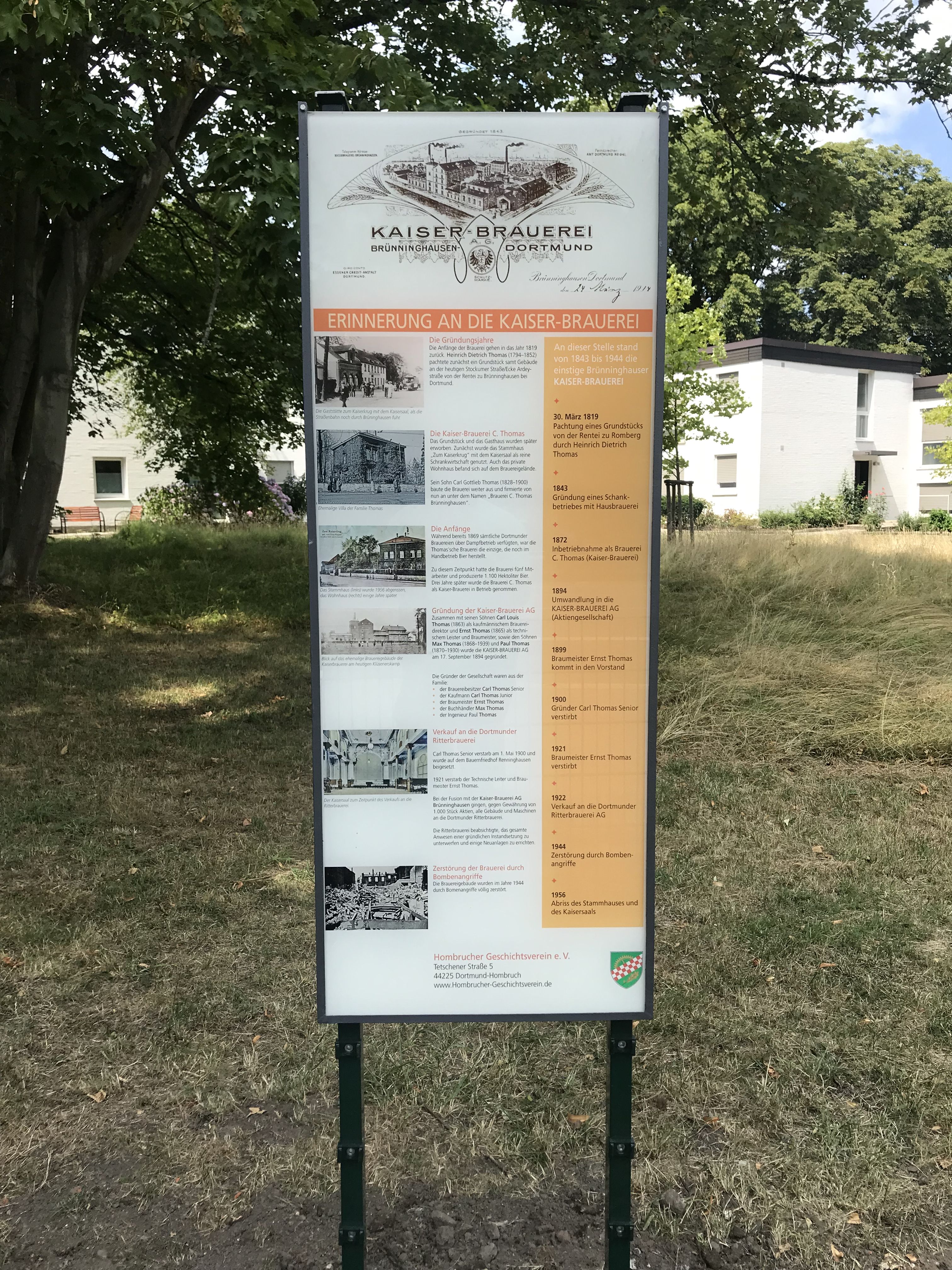
Stele zur Erinnerung an die ehemalige Kaiser-Brauerei in Dortmund-Brünninghausen

Die Kaiser-Brauerei C. Thomas GmbH war eine Brauerei im heutigen Dortmunder Stadtteil Brünninghausen, die von 1843 bis 1924 bestand und 2019 wieder neu gegründet wurde.

## Geschichte
1819 pachtete Heinrich Dietrich Thomas von Gisbert von Romberg I. ein Grundstück und ein Gebäude in Brünninghausen (heute Stadtteil in Dortmund), und betrieb dort eine Gastwirtschaft mit Hausbrauerei („Zum Kaiserkrug“). 1843 erfolgte die Gründung der „Kaiser-Brauerei C. Thomas Brünninghausen bei Dortmund“.
Der Sohn Carl Gottlieb Thomas baute später mit seinen Söhnen Carl Luis und Ernst Thomas die Brauerei weiter aus und firmierte später als „Brauerei C. Thomas“. Im Jahr 1868 wurde mit fünf Mitarbeitern ein Bierausstoß von ca. 1100 hl/Jahr erreicht. 1872 erfolgte die Inbetriebnahme der „Brauerei C. Thomas (Kaiserbrauerei)“ als Dampfbrauerei. 1894 wurde die Brauerei in das Firmenregister des Königlichen Amtsgerichtes zu Hörde als Firma „Kaiserbrauerei C. Thomas“ und als deren Inhaber der Brauereibesitzer Carl Thomas zu Brünninghausen eingetragen. 1894 wurde die „Kaiser-Brauerei C. Thomas A.G.“ gegründet.
Die Brauerei wurde 1924 an die Dortmunder Ritter-Brauerei verkauft, der Betrieb wurde eingestellt und die Gebäude 1932 Jahren abgerissen. 1956 wurde auch die Brauereigaststätte „Zum Kaiserkrug“ abgerissen. 
Die Stadt Dortmund errichtete 2019 zusammen mit dem Hombrucher Geschichtsverein e. V. eine Stele am ursprünglichen Brauerei-Standort in Brünninghausen.
2019 kam es zur Neugründung der Kaiser-Brauerei C. Thomas GmbH durch die Ur-Ur-Enkel von Carl Gottlieb Thomas.
Im Januar 2025 wurde die Liquidation des Unternehmens eingeleitet.